# Chikusa-ku
Chikusa (千種区, Chikusa-ku) est l'un des seize arrondissements de la ville de Nagoya au Japon. Il est situé au nord-est de la ville.
En 2016, sa population est de 164 754 habitants pour une superficie de 18,18 km2, ce qui fait une densité de population de 9 060 hab./km2.

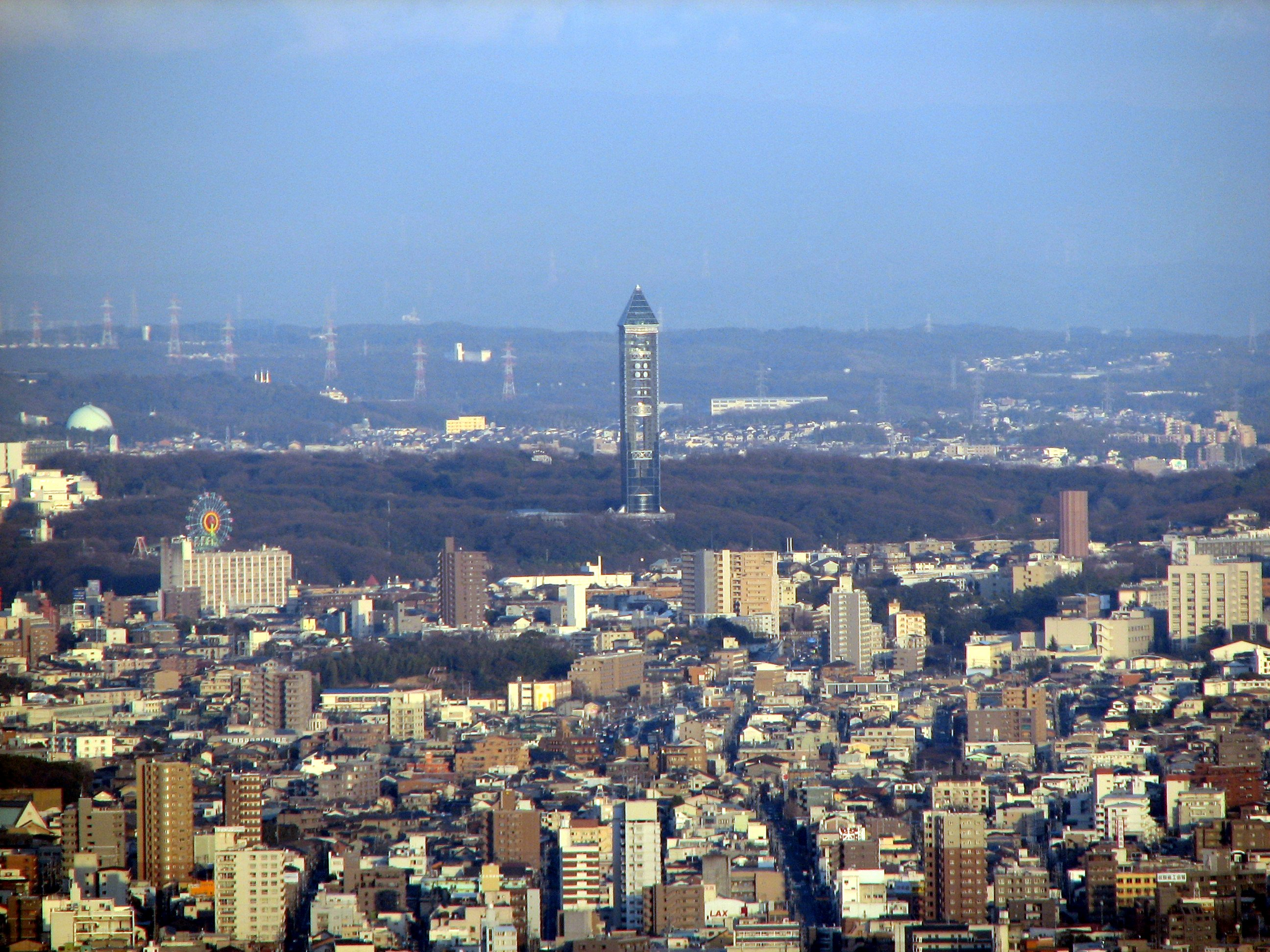
Vue de Chikusa-ku.

## Histoire
L'arrondissement a été créé en 1937.

## Lieux notables
- Zoo et jardin botanique de Higashiyama
- Higashiyama Sky Tower (en)
- Université de Nagoya
- Shiroyama Hachiman-gū
- Tōgan-ji
- Nittai-ji

## Transport publics
L'arrondissement est desservi par plusieurs lignes ferroviaires :
- les lignes Higashiyama, Meijō et Sakura-dōri du métro de Nagoya,
- la ligne Chūō de la JR Central.